# Neuf Mobile
Neuf Mobile était un opérateur de réseau mobile virtuel (opérateur sans infrastructure) appartenant au groupe Neuf utilisant le réseau SFR. Au travers de Neuf Mobile, Neuf se place à la fois sur le marché des opérateurs telecom mais aussi sur celui du haut débit convergent : Neuf a lancé le mobile Twin agissant comme un forfait, mais utilisant la grille tarifaire Neuf à la maison, de façon à proposer l'illimité vers les fixes et certaines destinations à l'étranger. Neuf Mobile comptait 300 000 clients début 2008.
Il n'est plus possible de souscrire à une offre Neuf Mobile depuis octobre 2008 à la suite du rachat de Neuf Cegetel par SFR. Les clients intéressés sont redirigés vers les offres SFR.
Site officiel : Neuf Mobile